# Edition Gegenwind

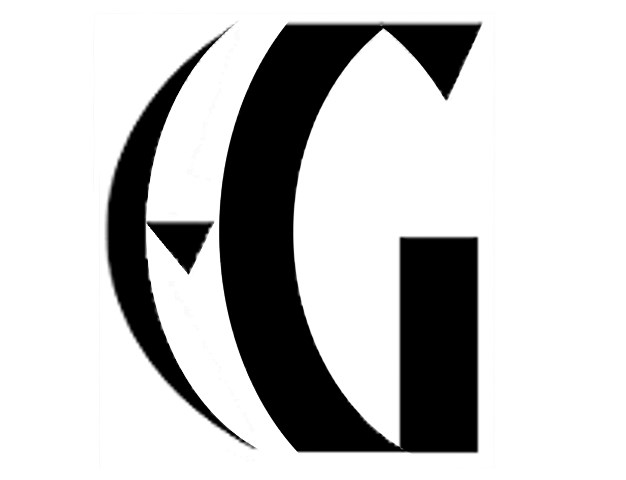
Logo der Edition Gegenwind

Edition Gegenwind bezeichnet ein seit 2010 eingeführtes Label, das von einer Autorengemeinschaft insbesondere für die Selbstpublikation von Neuausgaben vergriffener Buchtitel genutzt wird.

## Anfänge
Begründet wurde die Edition Gegenwind von Ulrich Karger, der am 1. Januar 2010 unter diesem Label als erstes eine Sammlung seiner u. a. in mehrfach aufgelegten Anthologien des Hamburger Metta-Kinau-Verlags veröffentlichten Märchen und Parabeln herausbrachte. Parallel zu dieser Veröffentlichung richtete er für die Edition Gegenwind eine eigene Homepage ein und hat hierunter ausschließlich „professionelle Autoren“ zur kostenfreien Mitnutzung dieses Labels eingeladen. Dieser Einladung folgten ab 2011 mehrere Autorinnen und Autoren, die mit ihm zusammen inzwischen auch eine lose Autorengemeinschaft bilden. (Siehe hierzu Abschnitt: Autorengemeinschaft)

## Konzeption der Labelpartnerschaft

### Eigenverantwortliche Herstellung
Die in der Edition Gegenwind vertretenen Autoren veröffentlichen ihre zum Teil durch Illustratoren bebilderten Neuausgaben als Taschen- oder Hardcoverbuch sowie als E-Book. Sie nutzen für diese Selbstpublikationen jeweils in eigener Verantwortung Self-Publishing-Plattformen wie Books on Demand, CreateSpace, Epubli und Neobooks.

### Zu Labelnutzern und Editionsprogramm
Das Label Edition Gegenwind hebt sich von den zahllosen Selbstpublikationen der „Hobbyautoren“ dadurch ab, dass mit diesem Label ausschließlich Titel gekennzeichnet werden, deren Autoren bereits auf Veröffentlichungen in regulären Verlagen und auf Referenzen wie Rezensionen durch anerkannte Literaturkritiker oder/und Auszeichnungen bzw. Literaturpreise verweisen können.
Zugleich markiert es aber auch erstmals ein offensives „Bekenntnis“ zur Selbstpublikation derart ausgezeichneter Autoren, die sich nicht länger allein den Marktmechanismen ihrer Verlage und deren Berechnungsgrundlage für das Herausnehmen von Titeln aus den Verlagsprogrammen unterwerfen wollen. Denn vergriffene Buchtitel bedeuten für sie nicht nur einen Verlust an Tantiemen, sondern verstellen z. B. auch die Möglichkeit, mit ihnen Lesungen zu gestalten.
Bei den Buchveröffentlichungen in der Edition Gegenwind liegt der Schwerpunkt auf Neuausgaben zuvor vergriffener Buchtitel. Daneben wurden aber auch bereits einige Ersterscheinungen vorgestellt. Eine programmatische Beschränkung auf einzelne Gattungen oder Genres gibt es nicht. Derzeit (Stand: 2013) werden in der Edition jedoch hauptsächlich belletristische Titel sowie Kinder- und Jugendbücher vorgestellt.

### Zum Marketing
Für die übliche Bewerbung eines einzelnen Titels, beispielsweise bei Literaturredaktionen für Rezensionen, bleibt jeder Autor selbstverantwortlich. Darüber hinaus aber setzt die Edition Gegenwind auf ein gemeinsames Marketing durch eine werbewirksame Vernetzung.
So werden alle Autoren auf der Website der Edition Gegenwind vorgestellt und ihre Buchtitel dürfen auf dem Cover und im Textteil die in Garamond gesetzte Wortmarke „Edition Gegenwind“ in Verbindung mit dem seit 2012 eingeführten Logo nutzen. Im Gegenzug verpflichten sich alle Autoren, jeweils auf der letzten Seite ihrer Editionsausgaben auf die Editionstitel der anderen Autoren hinzuweisen. Zudem wird auf den Autoren-Homepageseiten jeweils zu den Hinweisen auf ihre unter dem Label veröffentlichten Titel ein Link zur Homepage der Edition Gegenwind gesetzt.

## Autorengemeinschaft
Aktiv sind bislang von folgenden Autoren und Autorinnen insgesamt 77 als Selbstpublikationen erstellte Buchtitel (Stand: Dezember 2024) unter dem Label Edition Gegenwind vorgelegt worden:
- Gabriele Beyerlein (seit 2011)
- Dagmar Chidolue (2015–2017)
- Ursula Flacke (seit 2014)
- Thomas Fuchs (seit 2012)
- Ulrich Karger (seit 2010)
- Manfred Schlüter (seit 2013)
- Sylvia Schopf (seit 2014)
- Nasrin Siege (seit 2025)
- Pete Smith (seit 2014)
- Ella Theiss (seit 2019)
- Christa Zeuch (seit 2012)

Hinzu kommen noch neben dem Autor und Illustrator Manfred Schlüter weitere Illustratoren, darunter Hans-Günther Döring, Tilman Michalski und Imke Sönnichsen, die für diese Ausgaben die Rechte zum Abdruck ihrer jeweiligen Cover- und Innenillustrationen freigegeben oder/und sie explizit dafür erstellt haben.
Aus den genannten „Aktiven“ hat sich inzwischen eine lose Autorengemeinschaft gebildet, die bereits auf gemeinsame Lesungen und die Veröffentlichung zweier Anthologien für Kinder sowie eine für Erwachsene verweisen kann. Über weitere Neuaufnahmen in diese Autorengemeinschaft wird gemeinsam abgestimmt.

### Gemeinsam erstellte Anthologien
- Ulrich Karger (Hrsg.): Bücherwurm trifft Leseratte – Geschichten, Bilder und Reime für Kinder. Textbeiträge: Gabriele Beyerlein, Thomas Fuchs, Ulrich Karger, Manfred Schlüter, Christa Zeuch. Bilder: Manfred Schlüter. Edition Gegenwind – BoD, Norderstedt 2013, ISBN 978-3-7322-4393-8.
- Ulrich Karger (Hrsg.): Bücherwurm trifft Leseratte 2 – Neue Geschichten und Gedichte für Kinder. Textbeiträge: Gabriele Beyerlein, Dagmar Chidolue, Thomas Fuchs, Uschi Flacke, Ulrich Karger, Manfred Schlüter, Sylvia Schopf, Pete Smith, Christa Zeuch. Bilder: Manfred Schlüter. Edition Gegenwind – BoD, Norderstedt 2016, ISBN 978-3-8423-8326-5.
- Ulrich Karger (Hrsg.): SchreibLese : Ansichten – Absichten – Einsichten. Textbeiträge: Gabriele Beyerlein, Ulrich Karger, Manfred Schlüter, Pete Smith, Ella Theiss, Christa Zeuch. Bilder: Manfred Schlüter. Edition Gegenwind – Tredition, Hamburg 2022, ISBN 978-3-347-66464-7.